# Le Retour (film, 1966)
Pour les articles homonymes, voir Le Retour.
Pour plus de détails, voir Fiche technique et Distribution.
Le Retour (I Was Happy Here) est un film britannique réalisé par Desmond Davis, sorti en 1966.

## Synopsis
Cass est venu à Londres pour vivre la grande vie et s'est mariée au docteur Langdon. Mais déçue, elle pense repartir dans sa ville natale au bord de la mer et peut-être retrouvé Colin, son premier amour.

## Fiche technique
- Titre français : Le Retour[1]
- Titre original : I Was Happy Here
- Réalisation : Desmond Davis
- Scénario : Desmond Davis et Edna O'Brien
- Musique : John Addison
- Photographie : Manny Wynn
- Montage : Brian Smedley-Aston
- Production : Roy Millichip
- Société de production : Partisan Productions et The Rank Organisation
- Pays :  Royaume-Uni
- Genre : Drame et romance
- Durée : 91 minutes
- Dates de sortie : 
  - Espagne : juin 1966 (Festival international du film de Saint-Sébastien)
  - Royaume-Uni : juillet 1966
  - France : 28 septembre 1966[1]

## Distribution
- Sarah Miles : Cass Langdon
- Cyril Cusack : Hogan
- Julian Glover : Dr. Matthew Langdon
- Sean Caffrey : Colin Foley
- Eve Belton : Kate

## Distinctions
Au festival international du film de Saint-Sébastien, le film a reçu la Coquille d'or et le prix OCIC.